# Зелена Криниця № 1
Зелена Криниця № 1 — штучно створене озерце, гідрологічна пам'ятка природи місцевого значення в Україні. Розташована на північ від села Кошляки Тернопільського району Тернопільської області, на межі з Кременецьким районом, серед сільськогосподарських угідь агрофірми «Збруч», у віддані якої перебуває. 
Площа — 1 га. Оголошена об'єктом природно-заповідного фонду рішенням виконкому Тернопільської обласної ради від 26 грудня 1983 року № 496. 
Під охороною — улоговина зі штучно створеним озером, яке вважають місцем започаткування річки Збруч.